# Emilio Tuñón

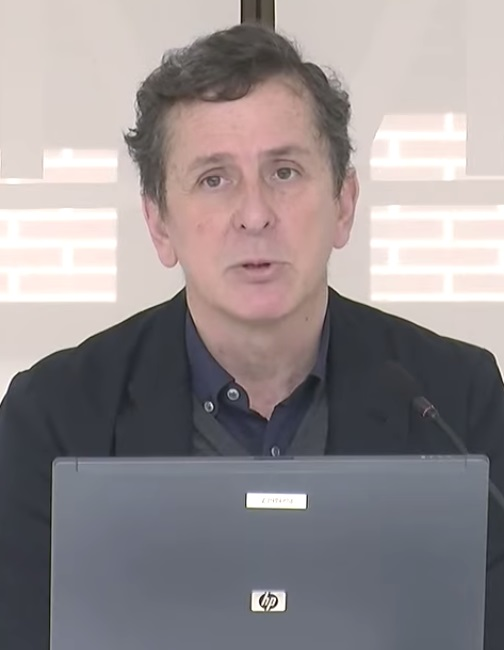
Emilio Tuñón (2015).

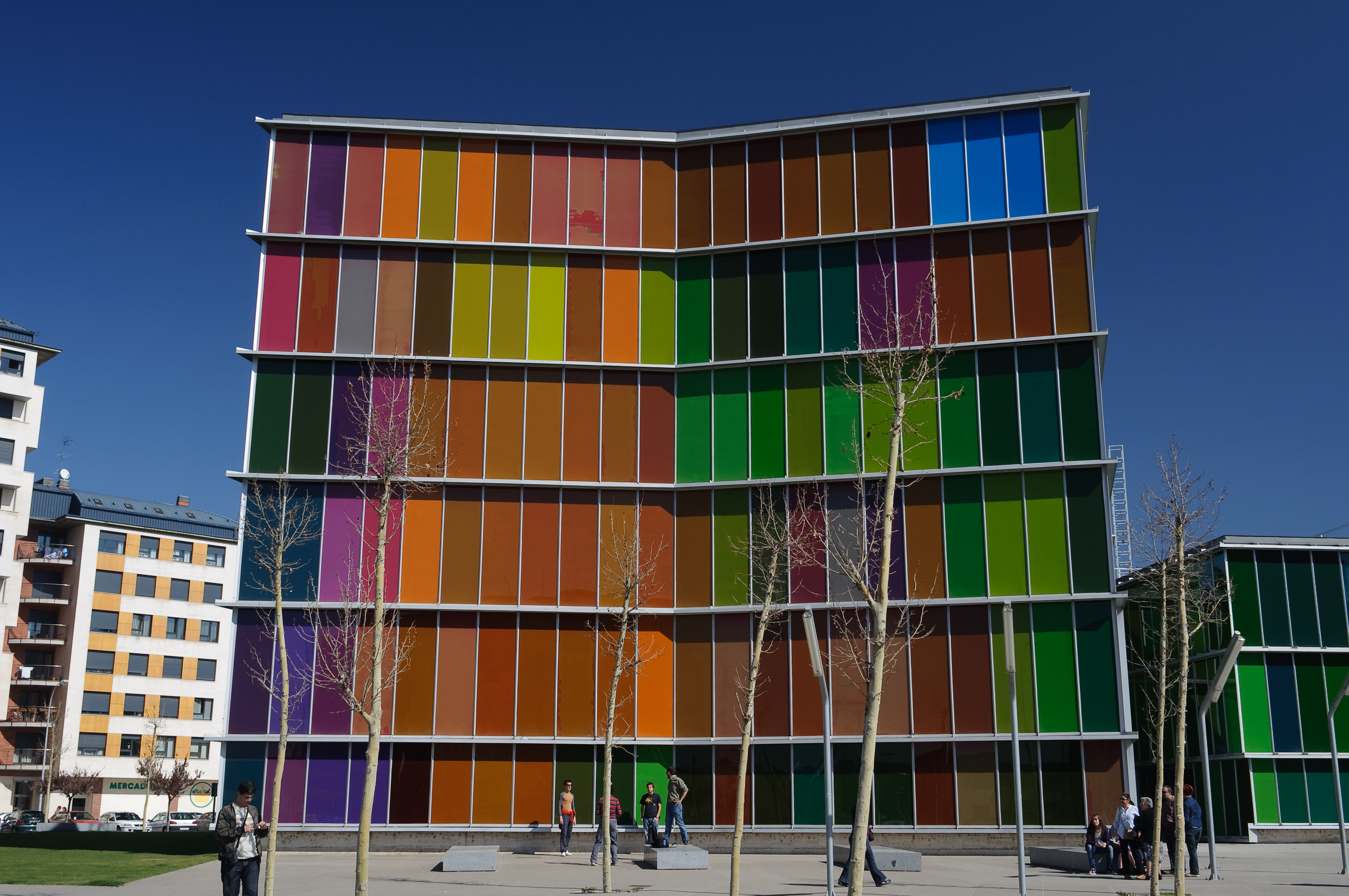
MUSAC i León.

Emilio Tuñón Álvarez, född 1 januari 1959 i Madrid, är en spansk arkitekt.
Emilio Tuñón utbildade sig på Escuela Técnica Superior de Arquitectura de Madrid på Madrids tekniska universitet med examen 1981 och arbetade på  Rafael Moneos arkitektkontor till 1992. År 1990 var han redaktör för tidskriften Arquitectura och grundade 1992 tillsammans med  Luis M.  Mansilla, arkitektkontoret  Mansilla+Tuñón Arquitectos i Madrid.
Bland verk tillsammans med Luis M. Mansilla märks museet i Zamora,  museet i Cantabria, konstmuseet i  Castellón samt konstmuseet MUSAC i León, för vilket de 200 fick Europeiska unionens pris för samtidsarkitektur.